# Dinartamus vanderbyli
Dinartamus vanderbyli — вид терапсид, що існував у кінці пермського періоду. Скам'янілі рештки виду знайдені у Південній Африці у пустелі Кару.